# Kunsia tomentosus
Kunsia tomentosus är en däggdjursart som först beskrevs av Lichtenstein 1830.  Kunsia tomentosus ingår i släktet jättevattenråttor, och familjen hamsterartade gnagare. IUCN kategoriserar arten globalt som livskraftig. Inga underarter finns listade i Catalogue of Life.
Arten når en kroppslängd av 18,5 till 28,7 cm, en svanslängd av 14,7 till 19,6 cm och en vikt av 241 till 630 g. Typisk för djuret är korta extremiteter med stora händer och fötter som är utrustade med kraftiga klor. Den täta pälsen är lite styv och de avrundade öronen är täckta av hår. Pälsens färg varierar mellan mörkgrå och mörkbrun. Den ganska korta svansen är täckt av ungefär fyrkantiga fjäll samt av korta hår. Kännetecknande är den vita färgen av händernas och fötternas främre del. Djurets morrhår är ganska korta. Kunsia tomentosus har i varje käkhalva en framtand, ingen hörntand, ingen premolar och tre molarer. De övre framtänderna har orange tandemalj.
Denna gnagare förekommer i gränsområdet mellan Brasilien och Bolivia. Habitatet utgörs av fuktiga gräsmarker. Individerna gräver underjordiska bon och stannar där nästan hela tiden. Bara under regntider kommer de upp till markytan. Födan utgörs av rötter och gräs.
Medlemmar av folkgruppen Nambikwara i delstaten Mato Grosso i Brasilien äter djurets kött. Troligen faller några ungdjur offer för ugglor.